# Кхаджури Чанха
Кхаджури Чанха — деревня в центральном регионе Непала, в район Дхануса в зоне Джанакпур, рядом с границей с Индией.
По переписи населения Непала 1991 года население Кхаджури Чанха составляло 5215 человек в 965 домохозяйствах.
Железнодорожная станция Кхаджури является второй станцией на линии Джанакпур — Джайнагар железных дорог Непала после индийско-непальской границы. Станция расположена в 8 км от границы и в 20 км от Джанакпура.